# Pogrobek
Pogrobek: Powieść z czasów przemysławowskich – powieść historyczna Józefa Ignacego Kraszewskiego wydana po raz pierwszy w 1880 roku, należąca do cyklu Dzieje Polski.

## Treść
Druga połowa XIII wieku. Czasy rozbicia dzielnicowego. Główny bohater, książę Przemysław dostrzega tragedie, jakie spadają na osłabiony rozbiciem dzielnicowym kraj. Dochodzi do wniosku, że szansą na zjednoczenie ziem polskich jest przywrócenie monarchii. Podejmuje starania, by uzyskać koronę królewską. W swoich dążeniach otrzymuje wsparcie najwyższych czynników kościelnych, szczególnie prymasa Jakuba Świnki. Starania tytułowego bohatera zostają uwieńczone powodzeniem. Niestety jego królowanie nie trwa długo...
Na drugim planie ukazano losy tragicznego małżeństwa Przemysława II z pomorską księżniczką Lukierdą (Ludgardą).